# Bryan Barnett
Bryan Barnett, född 10 februari 1987, är en friidrottare från Kanada. Han deltog vid olympiska sommarspelen 2008, olympiska vinterspelen 2014 och olympiska vinterspelen 2018.